# Tina Cousins
Tina Patricia Cousins (Leigh-on-Sea, 1974. április 20. vagy 1971. április 20. –) angol énekesnő, dalszerző és korábbi modell. 5 kislemeze is felfért az Egyesült Királyság Top 20-as listájára. Legismertebb dala a Sash!-hel közös "Mysterious Times", amely 1998-ban a brit kislemezlista 2. helyéig jutott. Cousins további ismert dalai: "Pray" (1998), "Killin' Time" (1999), "Forever" (1999), "Just Around the Hill" (közr. Sash!, 2000) és "Wonderful Life" (2005).

## Diszkográfia

### Stúdióalbumok
- Killing Time (1999)
- Mastermind (2005)